# 月宮殿

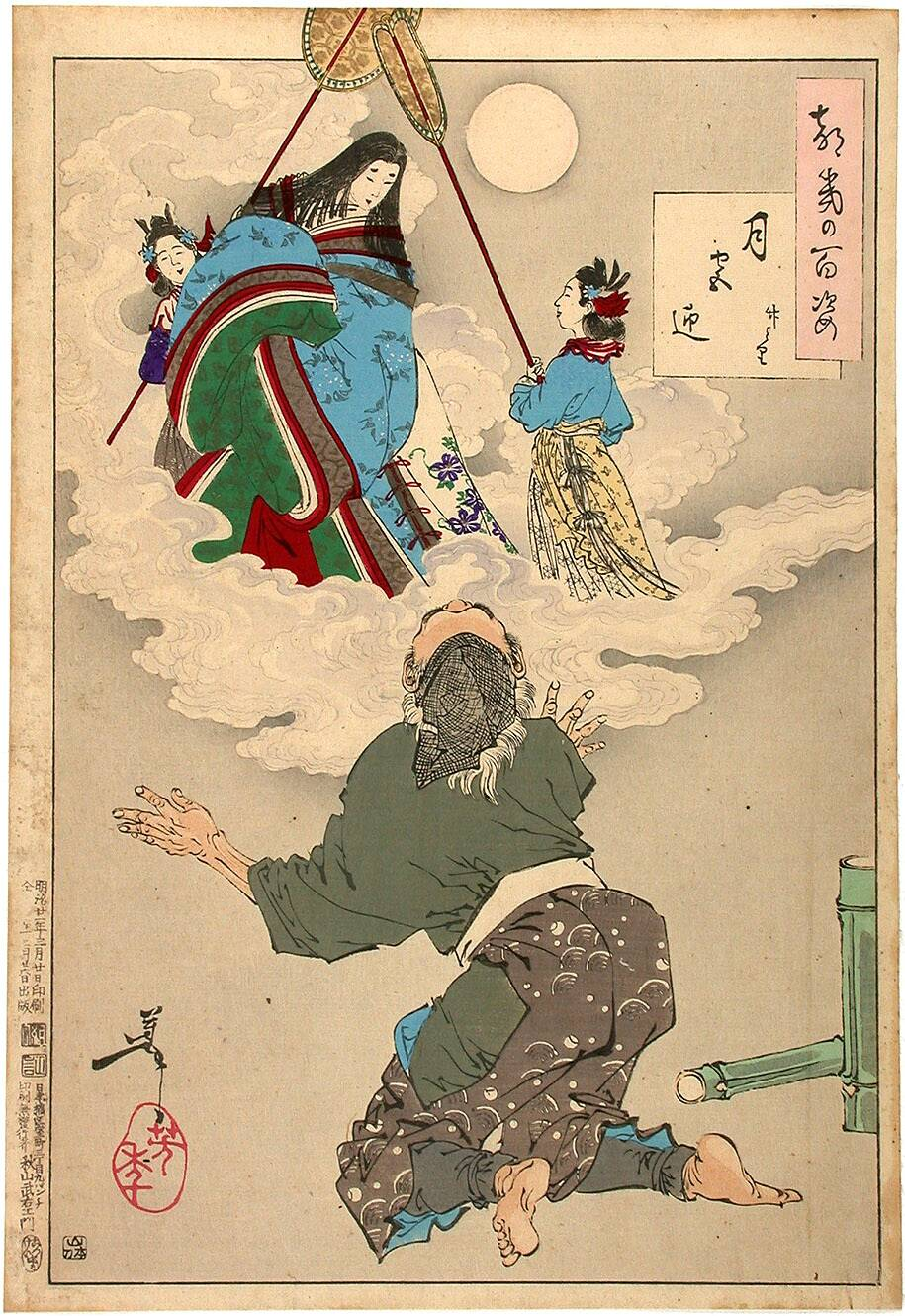
『月宮迎』（月岡芳年『月百姿』）　かぐや姫が帰る様子を描いている。

月宮殿（げっきゅうでん、がっきゅうでん）または月宮(げっきゅう)、広寒宮(こうかんきゅう）、広寒府（こうかんふ）、蟾宮（せんきゅう）、月府（げっふ）は、伝説に登場する月にあるとされる宮殿。日本風のよみをして月の都（つきのみやこ）、月の宮（つきのみや）などとも呼ばれる。

## 概要
中国の伝説では、宮殿があり、そこには不老不死の薬を飲んだあと月へと逃げかくれた嫦娥（じょうが）が住んでいるとされる。また巨大な桂の木が生えているともされ、そこでは罰として月宮殿へ流された呉剛（ごこう）という人物が永遠にその木（月桂、げっけい）を伐っているとされている。月桂は沙悟浄の持つ得物「降妖宝杖」の素材でもある。
仏教では、月宮殿の対として日宮殿（太陽）が存在しており、須弥山を中心とした世界観に登場している。日宮殿は縦横の広さが51由旬、月宮殿は49由旬あるとされる。
日本の物語作品である『竹取物語』では、かぐや姫の帰る先として「月の都」が登場する。

## 月宮殿の登場する作品
『月宮殿』・『鶴亀』（つるかめ）
能。祝儀的な内容の曲である。この作品に取材した長唄『鶴亀』（作曲・10代目杵屋六左衛門）も存在する。
『羽衣』（はごろも）
能。天女が通常は月宮殿で舞をつとめているという設定。
『月宮殿』
落語。地上へ墜落した雷神などが登場する。ウナギをつかまえようとして浮かび上がり月にたどりつく内容。『月宮殿星都（げっきゅうでん ほしのみやこ）』とも。二世曽呂利新左衛門の口演などがある。
『西遊記』
猪八戒が天蓬元帥と名乗っていたころ酔って広寒宮で嫦娥（月を支配する女神）に言い寄り、その罪で地上に落とされた。
『旨趣向棚牡丹餅』（1794年）
樹下石上による絵草紙作品。挿絵中に月宮殿が遊里（吉原）に見立てて描かれている。